# Luisa Arraes
Luisa Cavendish Arraes (Rio de Janeiro, 15 de agosto de 1993) é uma atriz, cantora, autora e roteirista brasileira.

## Biografia
Luisa nasceu no dia 15 de agosto de 1993, no Rio de Janeiro, filha do cineasta Guel Arraes e da atriz Virginia Cavendish, ambos recifenses. É neta paterna do político cearense Miguel Arraes, ex-governador de Pernambuco.

## Carreira
Teve desde a infância contato direto com a dramaturgia, estreando profissionalmente em pequena participação no filme Lisbela e o Prisioneiro, dirigido pelo seu pai e cujo elenco fez parte sua mãe. Na qual interpretou a dama de honra do casamento de Lisbela, papel de Debora Falabella. Em 2011, escreveu e atuou na peça Queda Livre. Em 2012 até o ano seguinte, Luisa fez parte das três temporadas de Louco Por Elas, um seriado estrelado por Deborah Secco e Eduardo Moscovis, onde dava vida a Bárbara, uma adolescente mal humorada e cheia de inseguranças.  Em 2013 fez participação no filme A Busca, onde fez uma cena com o ator Wagner Moura.
Porém, só ficou conhecida depois que viveu a romântica Laís Pimenta, em Babilônia, novela da TV Globo, no horário das 21:00 horas. Na trama, a atriz carioca fez par romântico com o ator Chay Suede, se tornando um dos destaques da telenovela. Era filha de Aderbal Pimenta (Marcos Palmeira) com Maria José (Laila Garin), e neta de Consuelo (Arlete Salles). Ela também possui trabalhos no teatro, e esteve em cartaz com a peça Pedro Malzarte e a Arara Gigante junto com o ator e seu namorado, à época, George Sauma. Em 2017, na série A Fórmula dividiu o mesmo papel com Drica Moraes. Em outubro, é confirmada no elenco do filme Rasga Coração atuando novamente com Drica Moraes, porém, desta vez, como nora e sogra. De 2017 até 2020, esteve em cartaz com a peça Grande Sertão: Veredas, interpretando o personagem Riobaldo na juventude, posteriormente defendido por Caio Blat.
Em 2020, na série Amor e Sorte, ela atuou, dirigiu e escreveu junto com o ator Caio Blat, o episódio "A Beleza Salvará o Mundo", sobre um relacionamento recém-iniciado, quando o casal precisa passar todo o período de isolamento social juntos.
 Em 2021, nos meses de novembro até dezembro, gravou o filme Grande Sertão: Veredas, baseado no livro de Guimarães Rosa, reinventado por Guel Arraes e Jorge Furtado, dessa vez com no papel do Diadorim, nessa versão, o personagem  não é nem uma donzela guerreira nem um homem trans. Em 2022, protagoniza o filme Transe, de Carolina Jabor e Anne Pinheiro Guimarães, ao lado de Johnny Massaro e Ravel Andrade. O longa se passa no contexto da eleição de 2018 e o olhar inocente dos jovens. Em 2023, em maio, dirigiu seu primeiro filme, o curta-metragem Dependências, no qual ela tambem escreveu, e que nasceu de uma peça que ela atuou em 2016. "É uma sátira da classe média brasileira, uma família que não conseguem fazer nada quando a empregada não aparece". O seu curta teve sua estreia no Festival do Rio, aonde também é lançado o longa O Diabo na Rua, no Meio do Redemuinho, no qual ela atua, com direção de Bia Lessa. Em setembro, reestreia a peça infantil Suelen Nara Ian, de sua autoria e direção de Débora Lamm, que aborda diversas formatos possíveis de família a partir da ótica das crianças. Lançou junto com sua banda "Comes & Bebes", integrado por ela, Arthur Braganti, Thiago Rebello e Gabriel Guerra, o primeiro single da banda, "Choque Térmico". Em seguida, grava uma participação no longa O Auto da Compadecida 2.
Em outubro, começou a gravar o filme biográfico O Homem de Ouro, de Mauro Lima, sobre o policial Mariel Mariscot vivido por Renato Góes, interpretando a atriz Darlene Glória, a ex-namorada dele com quem teve um filho. Em 2024 ganhou a sua primeira antagonista em uma telenovela, ficando com o papel de Blandina em No Rancho Fundo.

## Vida Pessoal
De 2014 até 2017 namorou o ator George Sauma.
Em 2017 se formou em Letras pela Pontifícia Universidade Católica do Rio de Janeiro.
No final de 2017, Luísa iniciou um romance com o ator Caio Blat. O casal se separou em outubro de 2024.

## Filmografia

### Televisão
| Ano     | Título                 | Personagem                                | Nota                                                              |
| ------- | ---------------------- | ----------------------------------------- | ----------------------------------------------------------------- |
| 2012–13 | Louco por Elas         | Bárbara Bianchi Soyetenna                 |                                                                   |
| 2015    | Babilônia              | Laís Matos Pimenta                        |                                                                   |
| 2016    | Justiça                | Débora Carneiro                           |                                                                   |
| 2017    | A Fórmula              | Angélica Dantas (jovem) / Afrodite        |                                                                   |
| 2018    | Tá no Ar: a TV na TV   | Várias personagens                        |                                                                   |
| 2018    | Mister Brau            | Ariel                                     | Episódio: "8 de maio"                                             |
| 2018    | Segundo Sol            | Manuela Batista dos Santos Athayde (Manu) |                                                                   |
| 2020    | Amor e Sorte           | Teresa                                    | Episódio: "A Beleza Salvará o Mundo" Também diretora e roteirista |
| 2022    | Cine Holliúdy          | Francisca Maciel                          |                                                                   |
| 2024    | No Rancho Fundo        | Blandina Sebastiana Foster de Miranda     |                                                                   |
| 2025    | Grande Sertão: A Série | Diadorim                                  |                                                                   |

### Cinema
| Ano  | Título                                | Personagem                        | Nota               |
| ---- | ------------------------------------- | --------------------------------- | ------------------ |
| 2000 | O Auto da Compadecida                 | Figuração                         |                    |
| 2003 | Lisbela e o Prisioneiro               | Daminha de Honra                  |                    |
| 2006 | Irma Vap - O Retorno                  | Camila                            |                    |
| 2011 | O Abismo Prateado                     | Luciene                           |                    |
| 2013 | A Busca                               | Liz                               |                    |
| 2014 | Boa Sorte                             | Magali                            |                    |
| 2016 | Reza a Lenda                          | Laura                             |                    |
| 2017 | Oitavo - Filme                        | A Intelectual                     | Curta-metragem     |
| 2018 | Aos Teus Olhos                        | Sofia                             |                    |
| 2018 | Rasga Coração                         | Mil                               |                    |
| 2019 | B.O.                                  | Isabel                            |                    |
| 2022 | O Amante de Júlia                     | Dinorah                           |                    |
| 2022 | Ela e Eu                              | Colaboradora no roteiro           |                    |
| 2022 | O Debate                              | Repórter Internacional            |                    |
| 2022 | Duetto                                | Cora                              |                    |
| 2022 | Transe                                | Luisa                             | Também co-criadora |
| 2023 | O Diabo na Rua, no Meio do Redemuinho | Nhorinhá/ Riobaldo (jovem)        |                    |
| 2023 | Dependências                          | Diretora/ Roteirista              |                    |
| 2023 | Leopoldina - A Imperatriz do Brasil   | Imperatriz Leopoldina (Narradora) | Documentário       |
| 2024 | Grande Sertão                         | Diadorim                          |                    |
| 2024 | O Auto da Compadecida 2               | Beata da igreja                   |                    |
| 2025 | O Homem de Ouro                       | Darlene Glória                    |                    |
| 2026 | Muito Prazer                          | Grace                             |                    |

## Teatro
| Ano     | Titulo                                          | Personagem                    | Nota                      |
| ------- | ----------------------------------------------- | ----------------------------- | ------------------------- |
| 2011    | Queda Livre                                     | Sofia                         | Também co-autora          |
| 2012    | Sóbrios                                         | Shaylee                       |                           |
| 2013    | Stand Up                                        | [ 37 ]                        |                           |
| 2013    | O Jardim Secreto                                | Colaboradora no texto         |                           |
| 2014    | Vianninha Conta o Último Combate do Homem Comum | Suzana                        |                           |
| 2014–16 | Pedro Malazarte e a Arara Gigante               | Berenice                      | Também Idealizadora       |
| 2015    | A Santa Joana dos Matadouros                    | Joana Dark                    | Também idealizadora       |
| 2016    | Dependências - Micro-teatro                     |                               | Também co-criadora        |
| 2017–20 | Grande Sertão: Veredas                          | Riobaldo (jovem)              |                           |
| 2019    | Suelen Nara Ian                                 | Autora                        |                           |
| 2020    | Nunca Estive Aqui Antes                         | Luiza                         | Também autora             |
| 2021    | Dez por Dez                                     | Mulher de 20 anos             |                           |
| 2025    | Os Irmãos Karamázov                             | Dmitri Fiodorovitch Karamázov | Também produção artística |

## Literatura
| Ano  | Título          | Gênero   | Editora |
| ---- | --------------- | -------- | ------- |
| 2019 | Suelen Nara Ian | Infantil | Cobogó  |

## Discografia

### Singles
| Ano  | Título                                                  | Álbum            |
| ---- | ------------------------------------------------------- | ---------------- |
| 2022 | "A Hora de Brilhar" (Billy Crocanty feat. Luisa Arraes) | Verão Frito - EP |

| Ano  | Título                                    | Álbum |
| ---- | ----------------------------------------- | ----- |
| 2023 | "Choque Térmico" (com banda Comes & Bebes | -     |

## Prêmios e indicações
| Ano  | Prêmio                                                           | Categoria                             | Trabalho                        | Resultado |
| ---- | ---------------------------------------------------------------- | ------------------------------------- | ------------------------------- | --------- |
| 2013 | Prêmio Contigo! de TV                                            | Melhor Revelação                      | Louco por Elas                  | Indicada  |
| 2014 | Prêmio Questão de Crítica                                        | Melhor Elenco                         | Vianinha Conta o Último Combate | Venceu    |
| 2015 | Prêmio Quem de Televisão                                         | Melhor Revelação                      | Babilônia                       | Indicada  |
| 2015 | Melhores do Ano NaTelinha                                        | Ator ou Atriz Revelação               | Babilônia                       | Indicada  |
| 2015 | Capricho Awards                                                  | Troféu Pegação (com Chay Suede)       | Babilônia                       | Indicada  |
| 2018 | Prêmio Botequim Cultural                                         | Melhor Atriz Coadjuvante              | Grande Sertão: Veredas          | Indicada  |
| 2018 | Prêmio Cenym de Teatro                                           | Melhor Atriz Coadjuvante              | Grande Sertão: Veredas          | Indicada  |
| 2018 | Prêmio Cenym de Teatro                                           | Melhor Elenco                         | Grande Sertão: Veredas          | Indicada  |
| 2019 | Prêmio APTR                                                      | Melhor Atriz Coadjuvante              | Grande Sertão: Veredas          | Indicada  |
| 2019 | Prêmio Botequim Cultural                                         | Melhor Espetáculo Infantojuvenil      | Suelen Nara Ian                 | Indicada  |
| 2019 | Prêmio Botequim Cultural                                         | Melhor Autor (Original/Adaptado)      | Suelen Nara Ian                 | Indicada  |
| 2019 | Prêmio CBTIJ de Teatro para Crianças                             | Melhor Espetáculo                     | Suelen Nara Ian                 | Indicada  |
| 2019 | Prêmio CBTIJ de Teatro para Crianças                             | Melhor Texto Original                 | Suelen Nara Ian                 | Venceu    |
| 2022 | Cabíria Festival                                                 | Prêmio Cabíria de Roteiro             | Vedetes do Subúrbio             | Venceu    |
| 2022 | Cabíria Festival                                                 | Prêmio Abra 40+                       | Vedetes do Subúrbio             | Venceu    |
| 2022 | Melhores do Ano                                                  | Atriz de Série                        | Cine Holliúdy                   | Indicada  |
| 2023 | Festival Sesc Melhores Filmes                                    | Melhor Atriz Nacional                 | Duetto                          | Indicada  |
| 2023 | Festival do Rio                                                  | Melhor Curta-metragem (novos rumos)   | Dependências                    | Venceu    |
| 2023 | Festival de Cinema da Fronteira                                  | Melhor Filme (mostra curta-metragens) | Dependências                    | Venceu    |
| 2024 | Cine Jardim – Festival Latino-Americano de Cinema de Belo Jardim | Melhor Curta-Metragem                 | Dependências                    | Indicada  |
| 2024 | Cine Jardim – Festival Latino-Americano de Cinema de Belo Jardim | Melhor Roteiro                        | Dependências                    | Venceu    |
| 2024 | Cine Jardim – Festival Latino-Americano de Cinema de Belo Jardim | Melhor Direção                        | Dependências                    | Venceu    |
| 2024 | Curta Kinoforum                                                  | Melhor Curta-Metragem                 | Dependências                    | Indicada  |
| 2024 | Cine Açude Grande                                                | Melhor Curta-Metragem                 | Dependências                    | Indicada  |
| 2024 | Festival Internacional de Cinema de Chicago                      | Melhor Curta-Metragem Narrativo       | Dependências                    | Indicada  |
| 2024 | Festival Internacional de Cinema de Vancouver                    | Melhor Curta-Metragem                 | Dependências                    | Indicada  |
| 2024 | Hive - International Short Film Days                             | Melhor Curta-Metragem                 | Dependências                    | Indicada  |
| 2024 | Festival Curta Santos                                            | Melhor Curta-Metragem                 | Dependências                    | Indicada  |
| 2024 | Festival Curta Santos                                            | Menção Honrosa                        | Dependências                    | Venceu    |
| 2024 | Festival Curta Brasília                                          | Melhor Curta-Metragem                 | Dependências                    | Indicada  |
| 2024 | Festival Curta Brasília                                          | Melhor Direção                        | Dependências                    | Venceu    |
| 2024 | Brazil New Visions Film Festival                                 | Melhor Curta-Metragem                 | Dependências                    | Venceu    |
| 2024 | Brazil New Visions Film Festival                                 | Melhor Roteiro                        | Dependências                    | Venceu    |
| 2024 | Brazil New Visions Film Festival                                 | Melhor Direção                        | Dependências                    | Venceu    |
| 2024 | Prêmio Noticiasdetv.com                                          | Melhor Atriz Antagonista ou Vilã      | No Rancho Fundo                 | Indicada  |
| 2024 | Melhores do Ano - Duh Secco                                      | Melhor Atriz Coadjuvante              | No Rancho Fundo                 | Pendente  |
| 2024 | Los Angeles Brazilian Film Festival                              | Melhor Atriz                          | Grande Sertão                   | Indicada  |